# 12 septembre 1934
Le mercredi 12 septembre 1934 est le 255e jour de l'année 1934.

## Naissances
- Glenn Davis (mort le 28 janvier 2009), athlète américain
- Jaegwon Kim, philosophe américain
- Tesfamariam Bedho (mort le 29 juillet 2002), prélat érythréen de l'Église catholique éthiopienne

## Décès
- Ōsako Naomichi (né le 6 septembre 1854), général de l'armée impériale japonaise
- Catherine Breshkovsky (née le 25 janvier 1844), révolutionnaire russe
- Charles Dixon (né le 8 décembre 1872), peintre britannique
- Victor Fonfreide (né le 24 décembre 1872), peintre français

## Événements
- Signature de l'entente baltique
- Premier vol du chasseur britannique Gloster Gladiator